# 死亡真諦之睇佢點死
《死亡真諦之睇佢點死》（英語：Traces of Death）是一部1993年的殘酷紀錄片，由各種描繪死亡和真實暴力場景的素材片段組成。
與包含伪造和情景再现画面的《死亡真面目》不同，《死亡真諦之睇佢點死》主要由描述死亡和受傷的真實鏡頭組成，也包括其他電影的公共領域鏡頭。影片旁白由戴蒙·福克斯编写并配音。
自發行以來，《死亡真諦之睇佢點死》已經推出了四部續集，分別於1994年6月、1994年12月、1996年和2000年4月發行。

## 内容
在該系列的前兩部電影中，戴蒙·福克斯擔任旁白。後來成為Brain Damage Films創始人的达林·拉梅奇（Darrin Ramage）是第三、第四和第五部的主持人。與《死亡真面目》不同，整部電影的鏡頭都是真實的，沒有伪造的或情景再现的镜头。從第二部開始，电影画面都会伴隨著死亡金屬和輾核樂隊的背景音樂。
該系列中，尤其是第一部中還包含逐步屍檢程序的鏡頭，這些鏡頭是從驗屍官的角度展示的。其他大多数镜头都是可识别的著名场面。下面列出了在《死亡真諦之睇佢點死》和後續續集中看到的画面。

### 死亡真諦之睇佢點死（1993）
- 1993年玛丽察·马丁谋杀案
- 1988年警察追捕武裝銀行劫匪菲利普·哈钦森
- 1980年伊朗大使館包圍戰
- 1989年特里·罗斯兰自杀未遂
- 1984年瑞奇·拉德（英语：Ricky Rudd）车祸
- 1990年阿蘭·麥克尼什（英语：Allan McNish）车祸
- 1990年威利·T·里比斯（英语：Willy T. Ribbs）车祸
- 1992年凱瑞·馬德森（英语：Kerry Madsen）车祸
- 1986年葡萄牙拉力賽（英语：Rally de Portugal）车祸
- 1992年怪獸卡車壞藥（Bad Medicine）车祸
- 1966年埃芙爾·克尼芙爾摩托車特技车祸
- 1967年埃芙爾·克尼芙爾凱撒宮摩托車跳躍特技车祸
- 1990年迪納摩-紅星暴動（英语：Dinamo–Red Star riot）
- 1986年卡加利牛仔節篷車车祸
- 1989年比尔·佩克（Bill Peck）騎馬事故
- 1990年迈克·麦吉（Mike Mcgee）和格雷格·琼斯（Greg Jones）跳傘事故
- 1992年馬拉簡拿運動場倒塌
- 1989年巴黎国际航空航天展阿纳托利·克沃丘尔（俄语：Квочур, Анатолий Николаевич）飛機遭鸟击后墜毀
- 1987年R·巴德·德怀尔在新聞發布會上自殺

該系列的第一部電影還包含來自《殘酷大世紀》的据说是伪造的鏡頭，一名遊客皮特·德尔尼茨（Pit Dernitz）被非洲獅吃掉。
其他以動物為主题的場景还包括軍事科學家在山姆·休斯頓堡的燒傷中心進行的豬實驗（未註明日期，取自1987年一部名為《血腥马赛克》的電影），1987年動物管控官員弗洛伦斯·克罗韦尔（Florence Crowell）在加利福尼亞州洛杉磯被鬥牛犬襲擊，1989年一隻黑熊在新墨西哥州阿布奎基被電擊。
前兩部電影都有變性手術的場景，這在1974年的残酷纪录片《古灵精怪东南亚》中也有出現。还有一些屍檢鏡頭取自1961年美國陸軍訓練電影《基本屍檢程序》（Basic Autopsy Procedure）。
此外还有對詹姆斯·万斯（James Vance）的採訪，他在內華達州斯帕克斯的一個教堂遊樂場試圖用霰彈槍自殺未遂（取自紀錄片《梦想骗子》）。
唯一已知的顯示伊尔斯·科赫證據的鏡頭也包括在內。

### 續集

#### Traces of Death II（1994）
- 两伊战争期間伊朗士兵被伊拉克政權屠殺
- 1981年萨达特遇刺
- 1985年波士頓炸彈專家伦道夫·G·拉马蒂纳（Randolph G. LaMattina）拆除管狀炸彈後面部被炸毀
- 1983年西班牙莱昂一名劫匪搶劫銀行被警察用槍逼到牆角後引爆自己
- 1984年里約熱內盧一座公寓樓發生火災導致四名婦女墜樓身亡
- 1974年焦瑪大廈火災
- 1979年土耳其安卡拉埃及大使館包圍戰
- 1983年公開處決雙重殺人犯易卜拉辛·塔拉夫（Ibrahim Tarraf）
- 動物攻擊，例如牛仔競技表演中的馬踩踏騎手的臉，以及奔牛節時被顶傷
- 1963年越南僧人釋廣德自焚
- 1982年德國大獎賽發生碰撞後尼爾遜·畢奇與以利森·薩拉查（英语：Eliseo Salazar）發生爭執
- 犹他州盐湖城新聞發布會上的爭執
- 1985年三里塚鬥爭暴動
- 1980年蘇格蘭足總盃決賽騷亂
- 1988年德國足球流氓
- 1985年希素球場慘劇
- 1992年阿拉巴马州莫比尔法庭暴乱
- 1987年韓國首爾騷亂
- 卡爾·瓦倫達之死
- 1984年加里·普拉奇枪杀杰夫·杜塞特（Jeff Doucet）
- 1986年秘魯監獄大屠殺
- 1987年拉吉夫·甘地總理遇袭
- 处决Ishola Oyenusi（英语：Ishola Oyenusi）
- 1984年熱氣球事故
- 馬克·基爾羅伊謀殺案（英语：murder of Mark Kilroy）
- 1978年聖地亞哥某航展致命墜機事故
- 1985年美國海軍藍天使特技飛行隊失事
- 受控撞擊演示（英语：Controlled Impact Demonstration）
- 1988年法國航空296號班機空難
- 1981年比利時大獎賽车祸
- 1966年印第安納波利斯500车祸
- 里卡多·派拉提之死

还有1992年3月23日在馬里蘭州巴爾的摩舉行的怪物卡車展上拍攝的一段不尋常的鏡頭，展會上的機器人變壓器出現故障。故障機器人的一根大棒刺入了身着外星人套裝演員的胸膛，然後爆炸了。
还有1983年9月11日得克薩斯州普萊恩維尤的一場著名航展墜機事故，飛行員在半空中失去了飛機的雙翼，墜入下方的田野。在影片的中間和接近尾聲時，還有許多其他各種飛機失事和賽車失事。

#### Traces of Death III（1995）
- 1994年第一次馬卡萊大屠殺（英语：Markale Massacres）
- 1994年哈德拉巴士站自殺式爆炸（英语：Hadera bus station suicide bombing）
- 阿尔及利亚内战期間殺害兒童
- 南非把燃燒的輪胎掛在人的脖子上將人處死（英语：Necklacing）
- 1984年萨尔瓦多選舉期間村民被殺
- 曼紐爾·貝尼特斯（英语：El Cordobés）在斗牛場的職業生涯
- 贝鲁特难民营大屠杀
- 1991年發現冰人奧茨
- 1988年怪獸卡車野斯坦（Wild Stang）车祸，這是首次被拍攝下来的怪獸卡車车祸之一
- 1985年博斯科·羅威（英语：Bosco Lowe）赛车车祸
- 1972年红色高棉大屠杀和蒲隆地種族滅絕（英语：Ikiza）受害者尸块罕見場景
- 1994年海地某律師遇刺
- 1994年路易斯·唐纳多·科洛西奥（英语：Luis Donaldo Colosio）遇刺
- 柬埔寨殺戮戰場發現骨骼遺骸

第三部從紐約市等美國城市的犯罪現場開始，從謀殺到交通事故。這些画面看起來像是取自60年代和70年代。
這部电影還展示了在襲擊中倖存下來的感覺，如1991年英国男子法蘭克·坦珀斯特（Frank Tempest）在新聞發布會上讲述被兩隻比特犬襲擊导致面部毀容的故事。
還收录了俄羅斯幫派暴力、各種摩托車越野賽和業餘賽車事故以及在菲律賓舉行的斗鸡的血腥內容。

#### Traces of Death IV: Resurrected（1996）
中文名为《地下影帶I：肢離破碎》。
- 1972年刺杀乔治·华莱士未遂
- 亚历山大·卡里姆（Alexandre Kareem）特技事故
- 1992年阿格達姆大屠殺，即第一次纳戈尔诺-卡拉巴赫战争期間亞美尼亞武裝分子對亞塞拜然平民的屠殺
- 安法尔屠杀期間处决库尔德平民
- 1985年巴勒斯坦解放組織在塞浦路斯對一艘遊艇實施恐怖襲擊
- 阿米里亚防空洞轰炸
- 1968年处决阮文歛
- 1994年和1987年韓國首爾騷亂
- 1993年俄羅斯莫斯科騷亂
- 波士尼亞戰爭期間波黑士兵遭遇狙擊手交火
- 1984年肯特和多拉農場大屠殺（英语：Kent and Dollar Farm massacres）
- 1986年东耶路撒冷刺殺事件，一名巴勒斯坦恐怖分子在城鎮廣場刺死一名猶太居民後被以色列士兵開槍擊中頭部
- 1993年波斯尼亚迫擊砲襲擊導致6名等水的人喪生
- 1992年5月27日南斯拉夫贝尔格莱德（今塞尔维亚）迫擊砲襲擊造成16名排隊領取水和麵包的平民死亡
- 1984年薩爾瓦多選舉期間村民被殺

第四部中还有一段著名鏡頭是1995年1月9日在阿拉斯加安克拉治一只駝鹿殺死一名男子。
電影開始还展示了先天畸形的胎儿照片。
此外還有駕駛教育影片《Signal 30》中的交通事故鏡頭。

#### Traces of Death V: Back in Action（2000）
中文名为《地下影帶V：血肉橫飛》。
- 1980年美國傳教士在薩爾瓦多遇害（英语：1980 murders of U.S. missionaries in El Salvador）
- 1998年庫阿人質危機（英语：1998 Cúa hostage crisis）
- 1992年雷金納德·丹尼遇袭（英语：attack on Reginald Denny）
- 1990年人頭稅騷亂（英语：Poll Tax Riots）
- 1990年以色列耶路撒冷圣殿山騷亂（英语：1990 Temple Mount riots）
- 韓國學生與防暴警察發生衝突
- 1998年丹尼爾·V·瓊斯（英语：Daniel V. Jones）自殺
- 後院摔跤（英语：backyard wrestling）

最後一部以三次警察追捕開始。第一次1996年6月发生在洛杉磯。第二次也是在洛杉磯，但發生在1995年6月。第三次1995年9月发生在加利福尼亞州惠蒂尔。直升機飛行員佐伊·特爾對这些追捕進行了現場直播。

## 家庭媒体
2003年，Brain Damage Films發行了整個系列的一套DVD。

## 争议
由於其残酷內容，《死亡真諦之睇佢點死》在世界範圍內引起了爭議。1997年，住在賓夕法尼亞州科尔代尔的女子埃米·霍赫贝格（Amy Hochberg）從一家音像店租了這部電影，她對電影的內容非常反感，因此决定留下带子以防止有兒童從商店买到这部电影。在看到電影中用噴燈對豬進行實驗的場景後，她還聯繫了多個動物權利組織；她還投诉了租用电影的音像店。
2003年，這部電影及其續集的DVD套装被澳大利亞海關和邊境保護局沒收，原因是被認為“違反了海關（禁止進口）條例的第4A(1A)(a)條規定”。
2005年，英國電影分級委員會拒絕為《死亡真諦之睇佢點死》进行年龄分级，等同于禁了这部电影。委員會認為這部電影“所顯示的影像沒有新聞、教育或其他合理的背景”，同時還暗示根據淫穢出版物法，這部電影可能違反英國法律。